# Etrocorema nigrogeniculatum
Etrocorema nigrogeniculatum és una espècie d'insecte plecòpter pertanyent a la família dels pèrlids.

## Hàbitat
En el seu estadi immadur és aquàtic i viu a l'aigua dolça, mentre que com a adult és terrestre i volador.

## Distribució geogràfica
Es troba a Àsia: Indoxina (Tailàndia) i Malèsia (Sumatra i Borneo), incloent-hi la conca del riu Mekong.